# 구도 다카히토
구도 다카히토(일본어: 工藤 隆人, 1981년 3월 30일 ~ )는 일본의 프로 야구 전 프로야구 선수이며 지도자이다. 현재 센트럴 리그인 한신 타이거스의 2군 외야 수비 주루 코치이다.

## 인물

### 프로 입단 전
아오모리 현립 히로사키 실업고등학교 시절인 1학년 여름에 외야수의 주전을 차지하면서 하계 고시엔 대회에 출전했고 2학년 가을부터는 팀의 에이스로서도 활약했다. 아오모리 대학에 재학할 당시 호소카와 도루의 1학년 아래였고 4학년 다음에는 다케하라 나오타카(조사이 대학)와 사야시 도모야(도카이 대학) 등과 함께 외야수로서 2002년 세계 대학 야구 선수권 대회 일본 대표팀 선수로 발탁되었다.
대학 졸업 후 JR동일본에 입사하여 사회인 야구팀에 있을 당시에는 도시 대항 야구 대회 등에도 출전했고 50미터 달리기 5.8초를 주파할 정도의 빠른 발을 가졌다는 높은 평가를 받아 2004년 프로 야구 드래프트 회의에서 홋카이도 닛폰햄 파이터스로부터 9순위 지명을 받고 입단했다.

### 닛폰햄 시절

#### 2005년
프로 1년차에는 2군에서 83경기에 출전하면서 타율 2할 5푼 5리, 6홈런, 8개의 도루(팀내 1위)를 기록했다. 그 해에는 처음으로 1군에 출전했지만 13타수 6개의 삼진, 무안타로 끝났다.

#### 2006년
2군에서 83경기에 출전해 타율 2할 8푼 2리, 9개의 도루(팀내 1위)를 기록했다. 일본 시리즈에서는 40명 범위에 들어갔지만 벤치에는 들어갈 수 없었다.

#### 2007년
2군에서 타율 3할 7푼 9리, 15개 도루(팀내 1위) 등의 활약을 인정받아 1군에 승격, 6월 19일의 히로시마 도요 카프전에서 데뷔 후 첫 안타가 되는 3루타를 때려냈고 4타수 연속 안타, 선발 멤버로 출전한 3경기에서 7개의 안타를 기록했다. 이것을 계기로 1군에 계속 머물렀고 시즌 중반 이후 좌익수의 주전으로서 맹활약했다. 타율 2할 8푼 8리, 9개의 도루를 기록해 팀의 리그 우승에 기여했다.
팀의 우승이 결정된 이후 소화시합이 된 9월 30일과 최종전인 10월 3일에는 주력 선수들이 제외된 젊은 선수의 주축이면서 자신으로서는 처음이 되는 4번 타자로서 선발 출전해 1번과 9번 이외의 모든 타순에서 선발로 출전했다. 2007년 시즌 정규 경기에서 구도가 타점을 올린 11경기가 모두 팀이 승리하는 등 화려한 시즌이 되었다. 포스트 시즌인 클라이맥스 시리즈 3차전과 5차전에서도 타점을 기록해 팀의 승리를 이끌었지만 일본 시리즈 2차전에서 타점을 기록하면서도 팀은 패했고 ‘불패 신화’는 13으로 멈췄다.

#### 2008년
개막 이후부터 1군에 머물렀고 작년 시즌 72경기를 크게 넘은 104경기에 출전했다. 그러나 좌익수의 자리를 그 해에 입단한 터멜 슬레지가 차지하면서 자신의 타격 상태도 오르지 않았고 경기에서는 주로 대주자와 수비 요원으로 출전하는 경우가 많았다. 시즌 종료 후인 11월 14일에는 니오카 도모히로, 하야시 마사노리와의 맞트레이드에 의해 마이클 나카무라와 함께 요미우리 자이언츠에 이적했고 등번호는 35번이 되었다.

### 요미우리 시절

#### 2009년
준족과 호수비를 가진 외야수로서 기대되었지만 마쓰모토 데쓰야, 가메이 요시유키 등의 구도와 타입이 겹치는 젊은 외야수들의 활약에 의해 주전 경쟁에서 밀렸다. 교류전에서는 퍼시픽 리그에서의 경험을 살려내며 선발 출전 기회를 얻었지만 출전 경기 수는 49경기에만 그쳤다. 시즌 종료 후 그 해 마지막으로 현역에서 은퇴한 기무라 다쿠야가 착용했던 0번을 물려받았다.

#### 2010년 ~ 2011년
2010년에는 신인이었던 조노 히사요시의 활약으로 주전 경쟁에서는 밀렸고 결국은 작년 시즌보다 적은 40경기에만 출전했다. 이듬해 2011년에는 시즌 개막을 2군에서 맞이했다.

### 지바 롯데 시절

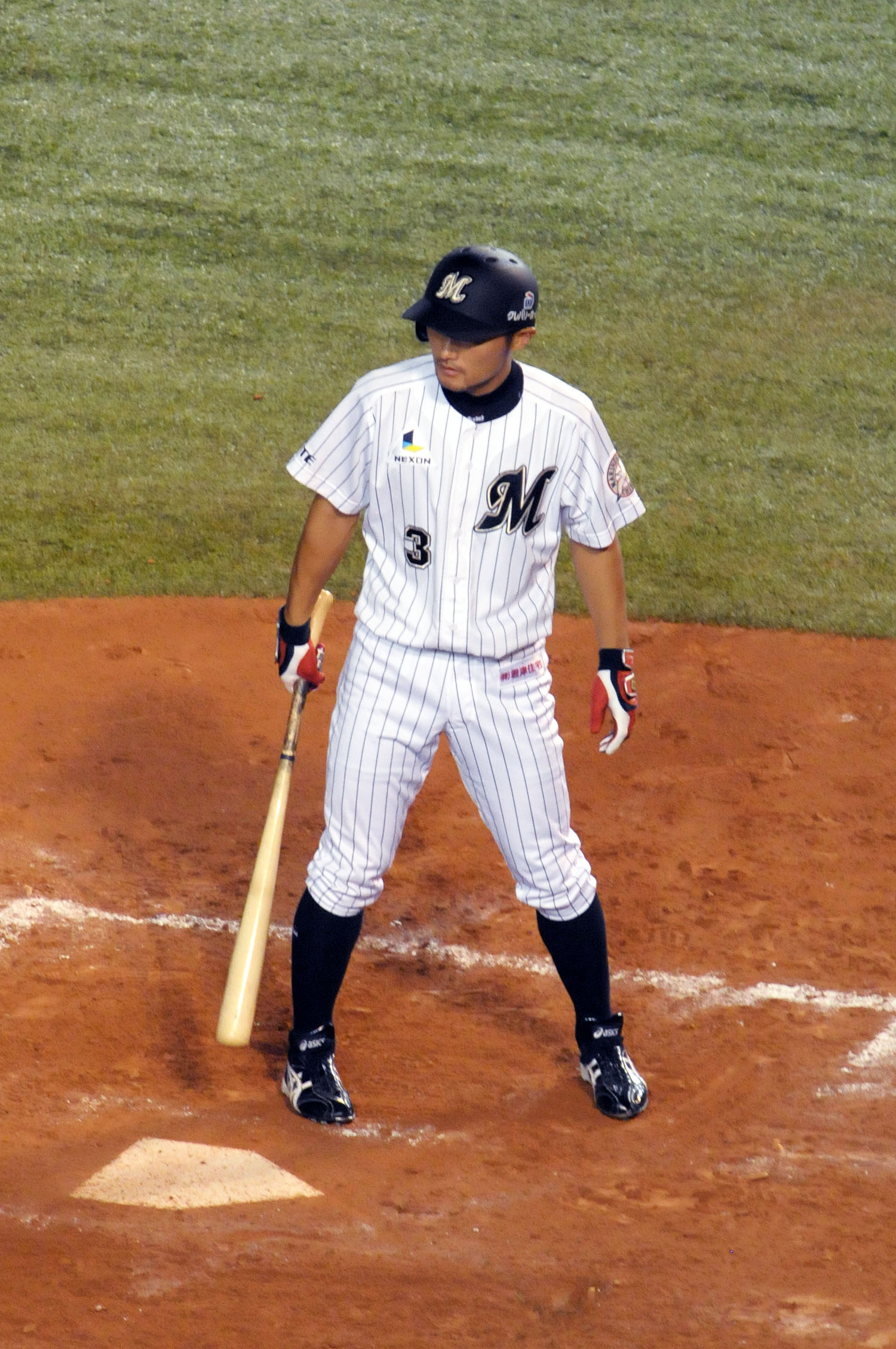
구도 다카히토(2011년 8월 6일)

2011년 시즌 개막 이후 1군 출전이 없었던 6월 29일에 사부로 와의 ‘구도+현금’ 맞트레이드로 지바 롯데 마린스에 이적하면서 3년 만에 퍼시픽 리그 소속 팀으로 복귀하게 되었고 등번호는 사부로가 착용했던 3번으로 결정했다. 시즌 종료 후 트레이드 상대였던 오무라 사부로가 2012년 시즌부터 지바 롯데에 복귀하는 것에 의해 거기에 따른 등번호가 25번으로 변경되었다. 2012년은 27경기 출장에 그쳤고 이듬해 2013년은 1군 출장이 없었고 2013년 10월 3일에 방출 통보를 받고 퇴단하였다.

### 주니치 시절
2013년 12개 구단 합동 트라이아웃에 참가했고 주니치 드래곤스에서 지명하여 2014년 시즌부터 주니치 구단의 선수로 활동하게 되었다가 10월 22일에 선수 은퇴를 하고 29일에 주니치 드래곤스 1군 외야 수비 주루 코치로 부임을 해 지도자 생활을 시작했다.

## 상세 정보

### 출신 학교
- 아오모리 현립 히로사키 실업고등학교
- 아오모리 대학

### 선수 경력
사회인 시대
- JR 동일본

프로팀 경력
- 홋카이도 닛폰햄 파이터스(2005년 ~ 2008년)
- 요미우리 자이언츠(2009년 ~ 2011년)
- 지바 롯데 마린스(2011년 ~ 2013년)
- 주니치 드래곤스(2014년 ~ 2018년)

지도자 경력
- 주니치 드래곤스 1군 외야 수비 주루 코치(2019년)
- 주니치 드래곤스 2군 외야 수비 주루 코치(2020년 ~ 2021년)
- 한신 타이거스 2군 외야 수비 주루 코치(2022년 ~ )

국가 대표 경력
- 제1회 세계 대학야구 선수권 일본 대표(2002년)

### 개인 기록
- 첫 출장 : 2005년 9월 22일, 대 오릭스 버펄로스 17차전(스카이마크 스타디움)
- 첫 선발 출장 : 2005년 9월 23일, 대 오릭스 버펄로스 18차전(스카이마크 스타디움)
- 첫 안타 : 2007년 6월 19일, 대 히로시마 도요 카프 3차전(히로시마 시민 구장)
- 첫 타점 : 2007년 7월 7일, 대 지바 롯데 마린스 9차전(삿포로 돔)
- 첫 도루 : 2007년 7월 13일, 대 도호쿠 라쿠텐 골든이글스 13차전(풀캐스트 스타디움 미야기)

### 등번호
- 53(2005년 ~ 2008년)
- 35(2009년)
- 0(2010년 ~ 2011년 시즌 도중)
- 3(2011년 시즌 도중 ~ 같은 해 종료)
- 25(2012년 ~ 2013년)
- 62(2014년 ~ 2018년)
- 78(2019년 ~ 2021년)
- 76(2022년 ~ )

### 연도별 타격 성적
| 연 도     | 소 속     | 경 기 | 타 석 | 타 수 | 득 점 | 안 타 | 2 루 타 | 3 루 타 | 홈 런 | 루 타 | 타 점 | 도 루 | 도 루 자 | 희 생 번 | 희 생 플 | 볼 넷 | 고 4 | 사 구 | 삼 진 | 병 살 타 | 타 율 | 출 루 율 | 장 타 율 | O P S |
| --------- | --------- | ----- | ----- | ----- | ----- | ----- | ------- | ------- | ----- | ----- | ----- | ----- | -------- | -------- | -------- | ----- | ---- | ----- | ----- | -------- | ----- | -------- | -------- | ----- |
| 2005년    | 닛폰햄    | 5     | 13    | 13    | 0     | 0     | 0       | 0       | 0     | 0     | 0     | 0     | 0        | 0        | 0        | 0     | 0    | 0     | 6     | 0        | .000  | .000     | .000     | .000  |
| 2007년    | 닛폰햄    | 72    | 231   | 215   | 23    | 62    | 6       | 4       | 0     | 76    | 17    | 9     | 1        | 3        | 0        | 12    | 4    | 1     | 44    | 0        | .288  | .329     | .353     | .682  |
| 2008년    | 닛폰햄    | 104   | 233   | 199   | 20    | 51    | 11      | 1       | 0     | 64    | 12    | 8     | 3        | 18       | 1        | 9     | 0    | 6     | 42    | 0        | .256  | .307     | .322     | .630  |
| 2009년    | 요미우리  | 49    | 56    | 51    | 12    | 13    | 2       | 1       | 0     | 17    | 1     | 1     | 0        | 2        | 0        | 2     | 0    | 1     | 18    | 0        | .255  | .296     | .333     | .629  |
| 2010년    | 요미우리  | 40    | 30    | 26    | 3     | 6     | 0       | 0       | 0     | 6     | 2     | 0     | 0        | 0        | 0        | 0     | 0    | 4     | 11    | 0        | .231  | .333     | .231     | .564  |
| 2011년    | 지바 롯데 | 53    | 112   | 100   | 7     | 20    | 3       | 1       | 0     | 25    | 5     | 3     | 1        | 5        | 0        | 4     | 0    | 3     | 21    | 0        | .200  | .252     | .250     | .502  |
| 2012년    | 24        | 6     | 6     | 4     | 1     | 0     | 0       | 0       | 1     | 0     | 1     | 0     | 0        | 0        | 0        | 0     | 0    | 1     | 0     | .167     | .167  | .167     | .333     |       |
| 2014년    | 주니치    | 46    | 46    | 39    | 9     | 12    | 3       | 0       | 1     | 18    | 8     | 1     | 2        | 1        | 1        | 4     | 0    | 1     | 11    | 1        | .308  | .378     | .462     | .839  |
| 2015년    | 주니치    | 13    | 7     | 6     | 2     | 1     | 0       | 0       | 0     | 1     | 0     | 0     | 0        | 0        | 0        | 1     | 0    | 0     | 3     | 0        | .167  | .286     | .167     | .452  |
| 2016년    | 주니치    | 74    | 72    | 63    | 12    | 19    | 2       | 1       | 0     | 23    | 3     | 5     | 2        | 2        | 0        | 4     | 0    | 3     | 14    | 0        | .302  | .371     | .365     | .737  |
| 2017년    | 주니치    | 82    | 58    | 51    | 12    | 12    | 1       | 0       | 0     | 13    | 0     | 3     | 1        | 4        | 0        | 3     | 1    | 0     | 13    | 1        | .235  | .278     | .255     | .533  |
| 2018년    | 주니치    | 73    | 17    | 15    | 17    | 2     | 0       | 0       | 0     | 2     | 1     | 3     | 1        | 1        | 0        | 0     | 0    | 1     | 7     | 0        | .133  | .188     | .133     | .321  |
| NPB：12년 | NPB：12년 | 635   | 881   | 784   | 121   | 199   | 28      | 8       | 1     | 246   | 49    | 34    | 11       | 36       | 2        | 39    | 5    | 20    | 191   | 2        | .254  | .305     | .314     | .619  |

- 2018년 기준.
- 2006년은 1군 출장 없음.